# Juan García Postigo
Juan Francisco García Postigo (Málaga, España 19 de enero de 1981) es un modelo, actor y sumiller español. Fue Míster Mundo 2007 y hasta la fecha es el único español que se ha hecho con el máximo galardón de la belleza masculina. Fue al certamen, que se celebró en la isla de Sanya en China, representando a España. Fue proclamado como hombre más guapo del mundo el 31 de marzo de 2007, un año después de haber sido elegido Míster España 2006. Desde ese momento, comenzó clases de interpretación, siendo actor de varias series de televisión española, además de apariciones en distintos programas. En su faceta actual de empresario regenta negocios de hostelería en Málaga, especialmente hoteles y terrazas.

## Míster España
Sus comienzos como modelo fueron casuales, el director de la agencia de modelos MB le descubrió en las calles de Málaga. Sucesor en el título de Borja Alonso y predecesor de Luis Muñoz Sánchez, Juan García Postigo -ojos azul celeste y una altura de 1,91g- fue coronado con el título de Míster España en marzo de 2006 en Marina d'Or. Representando a la provincia de Málaga se convirtió en el cuarto andaluz que se llevaba el título. Tuvo que competir con otros 51 concursantes de las demás provincias españolas. La gala fue televisada en la cadena privada española Telecinco el mismo fin de semana que se elegía a Miss España 2006, que ese año también se llevó el título la representante de Málaga.

## Míster Mundo
Juan García Postigo es el sucesor de Gustavo Gianetti (brasileño) en el título de Míster Mundo 2007 celebrado el 31 de marzo de ese año en la tropical isla de Sanya, China. Se convirtió en el primer español en conseguir el título del hombre más guapo del mundo y el tercero de origen hispano, de los cinco que han sido elegidos desde 1998. El premio recibido fue de 100.000 dólares. Desde que ganó el certamen su caché profesional y personal se elevó nacional e internacionalmente. En el concurso no solo contó el físico, sino que los candidatos tuvieron que demostrar, entre otras cosas, tener ritmo, cualidades de barman o demostrar conocimientos en labores del hogar. Ha sido actor en la serie Los Serrano y  presentador o colaborador en programas como Está Pasando, Corazón de....
Tuvo una relación sentimental con la modelo Helen Lindes. Como experto sumiller patentó su primer vino JG crianza.
En 2010 fue concursante de ¡Más Que Baile! de Telecinco.

## Empresario
Es socio de las empresas Málaga Premium Hotel y Hotel Alcazaba Premium junto al ex míster España José Manuel Montalvo y el exjugador de Unicaja Carlos Cabezas, dedicada a la gestión de recintos hosteleros. En septiembre de 2016 comenzaron las gestiones para recuperar y dar un uso hotelero al degradado edificio de Félix Sáenz en la calle San Juan de Málaga. En enero de 2017 se anunció que el proyecto contaba con los permisos del ayuntamiento y comenzó la construcción de un hotel de tres estrellas (Málaga Premium Hotel) de cuidada estética y diferentes espacios de restauración, continuando la explosión turística de la ciudad de Málaga que ha contribuido a la revitalización y restauración de su centro histórico, el cual tiene previsto renovar el pavimento de dicha calle en 2017 con fondos europeos ya otorgados. Durante 2021 también se ha remodelado el primer hostel de la cadena que abrió sus puertas en 2015, que ahora se llama Hotel Alcazaba Premium. Además, durante 2021 el Grupo Premium también ha abierto un edificio donde han instaurado una red de apartamentos turísticos también en el centro de la ciudad de Málaga, los Apartamentos Málaga Premium.
Junto con José Manuel Montalvo y Carlos Cabezas, Juan García ha abierto (con el respaldo de Heineken) en el Soho de Málaga La Fábrica, una cervecería craft donde realizan cervezas artesanales de Cruzcampo.

## Televisión
Series
- Todo es posible en el bajo (2012; Telemadrid)
- ¡A ver si llego! como Luis (1 episodio 2009; Saliendo del armario, atacan los bichos y un nuevo escándalo)
- Los Serrano como Dr. Jorge Díaz (1 episodio 2008; Mayormente, todo lo que sube baja)
- Arrayán
- Las Estupendas (Protagonista) como Juan

Programas
- Model Express, Neox (Profesor) (2011)
- ¡Más Que Baile!, Telecinco (2010)
- Tal cual lo contamos (como colaborador) (2009)
- Pasapalabra (6 episodios: 8, 9, 10 de julio de 2009; 6, 7 de octubre de 2008)
- El Grand Prix del verano (2 episodios: 2007 apadrinando a Guadalix de la Sierra (Madrid); 2008 apadrinando a Abanilla (Murcia))
- La hora de José Mota (1 episodio 2009)
- Yo estuve allí (1 episodio 2008)
- El intermedio (1 episodio 2007)